# Polar Zoo
Il Polar Zoo è un giardino zoologico e faunistico istituito nel comune di Bardu, in Norvegia, fondato nel 1994, copre un'area di circa 46 ettari.

## Galleria d'immagini

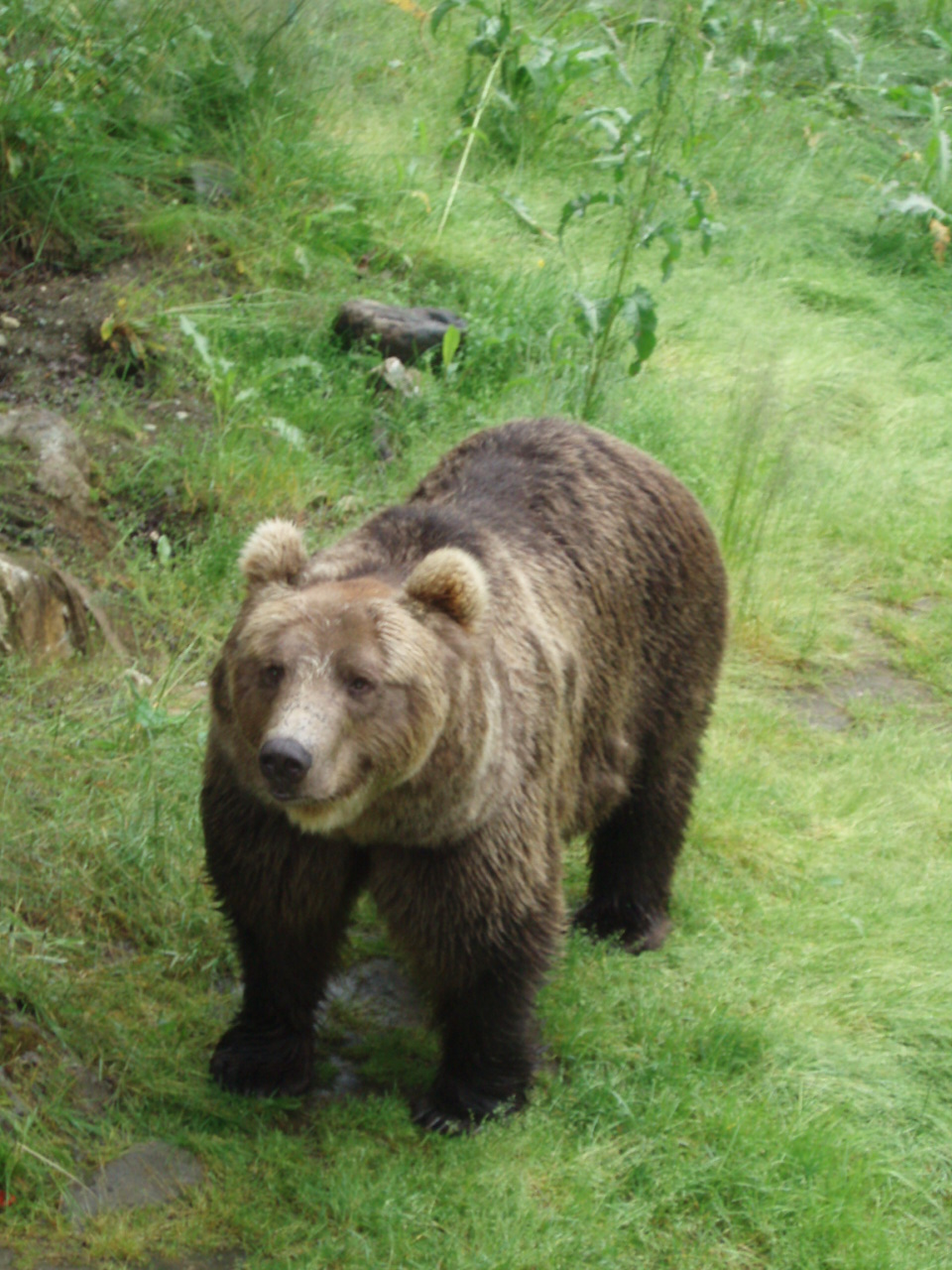
Orso bruno
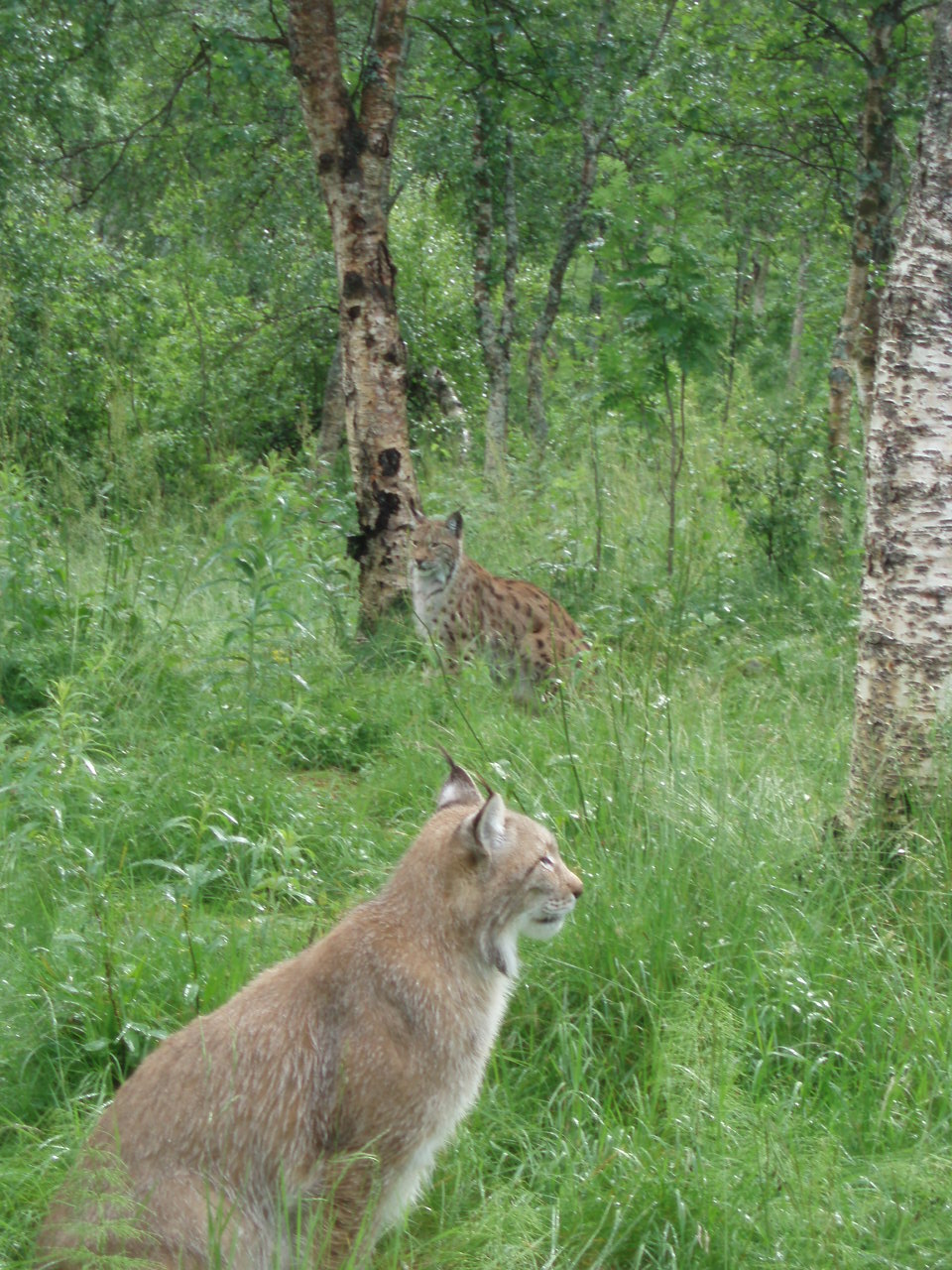
Lince